# Xã Mound, Quận McPherson, Kansas
Xã Mound (tiếng Anh: Mound Township) là một xã thuộc quận McPherson, tiểu bang Kansas, Hoa Kỳ. Năm 2010, dân số của xã này là 2.301 người.